# 江口夜诗
江口夜诗（1903年7月1日—1978年12月8日）日本作曲家、海军军官。海军军乐团成员。本名为江口源吾。

## 生平
江口夜诗出生于岐阜县养老郡时村大字上（现岐阜县大垣市上石津町）。在16岁时，他申请加入海军军乐团，并作为第一批军乐见习生加入横须贺海军陆战队。他看到了作为海军军乐队专用作曲家的美好前景，作为海军部的特派学生在东京音乐学校（现东京艺术大学）学习了六年，师从信時潔等人学习大提琴等音乐， 1925年（大正14年）完成了第一部作品《千代田城的眺望》。此外， 1928年（昭和3年），他在昭和天皇即位大典音乐会上演奏了管乐团大序曲《民族的欢乐》。
在1931年（昭和6年），江口夜诗从海军退伍，次年，他为纪念已故妻子而创作的《忘却花》，由松平晃（唱片上标注其艺名为池上敏夫）演唱，引起了轰动。以此事件为契机，原本立志成为古典作曲家的江口决定以流行歌曲作曲家为职业，并创作了《十二人的春》、《秋天的银座》、《月月火水木金金》、《长崎的柚子卖家》、 《向往的夏威夷之旅》 、《红灯末班车》和《葫芦布吉》等许多热门歌曲。 1939年（昭和14年），他在东京世田谷建立国民音楽院（第二次世界大战后后更名为日本歌謡学校），并向世界派遣了众多名下优秀弟子。
其弟子有赖川伸、真木不二夫、小畑実、津村谦、春日八郎、曾根史郎等，作曲家有苍若晴生、樱田诚一等。而服部良一是非常看重前辈江口义的才华的人之一。他一生创作了4000多首歌曲，并与古贺正男竞争一生。
1963年（昭和38年），他不幸确诊帕金森病，从此与病魔展开了长期斗争，但还是于1978年12月8日（昭和53年）去世。享年75岁
他出生的上石津镇（原 时村）于1970年授予江口夜诗“自治功劳者”称号，并于 1974 年授予江口“荣誉町民”称号，以表彰他对该地区的贡献，包括创作与当地相关的歌曲。此外，在他去世后，人们于1979年为他建立了纪念碑，并于1994年以江口夜诗纪念馆为中心开设了日本昭和音乐村。 
其长子江口浩司（1927年 - 2010年）在战争结束时是海军学院的学生，后来也跟随父亲脚步，成为一名作曲家。

## 主要作品
- 《月月火水木金金》（1940年（昭和15年））
- 行进曲“军舰金刚”

### 电影配乐
- 环形日食（1934 年，清水浩导演）
- 将军、参谋和士兵（1942 年，田口哲导演）
- 天皇、皇后与甲午战争（1958年，并木京太郎导演）
- 宪兵与幽灵（1958 年，中川伸夫导演）

### 其他作品

#### 校歌
*带星号表示也写了歌词
- 大垣市立牧田小学
- 大垣市立一之濑小学
- 大垣市土岐小学*（1947年至1971年校歌）
- 大垣市土岐小学《看着乌帽子》*（1972年校歌）
- 大垣市立塔拉小学*
- 大垣市江东小学
- 大垣市立乌龙小学
- 大垣市西小学*
- 大垣市南小学*
- 世田谷区东深泽小学
- 世田谷区立驹重小学校
- 世田谷区九本佛小学校
- 上石津町时山小学*
- 上石津町太良中学*
- 上石津市立中学*
- 大垣市立弘文中学*
- 大垣市立川波中学
- 海津市四南中学
- 岐阜市立本庄中学
- 荒川区大师中学
- 世田谷深泽中学
- 大田区立美园中学
- 大田区安方中学
- 大田区立下田中学
- 岐阜县立高田高中*
- 岐阜县立养老女子商业高中
- 岐阜县立上北高中*